# Relações entre Brasil e Qatar
As relações entre Brasil e Qatar são as relações bilaterais entre o Brasil e o Qatar. As relações diplomáticas foram formadas em 1974.

## História
O Brasil e o Qatar estabeleceram relações bilaterais formalmente em 5 de novembro de 197, três anos depois que o Qatar conquistou sua soberania. Como nenhum dos dois países tinha embaixada residente, o Qatar foi representado por sua Missão Permanente junto à ONU em Nova York, enquanto o Brasil teve representação em sua embaixada em Abu Dhabi.
O Qatar abriu uma embaixada em Brasília em janeiro de 1997; este foi fechado em março de 1999 porque o Brasil não tinha dinheiro para abrir sua própria embaixada em Doha. O chanceler Celso Amorim visitou o Qatar em fevereiro de 2005 para anunciar a criação de uma embaixada brasileira em Doha. O plano se concretizou em maio daquele ano. Dois anos depois, em junho de 2007, a embaixada do Qatar em Brasília foi restabelecida.

## Visitas de alto nível
Em janeiro de 1994, o ministro das Relações Exteriores do Qatar, Hamad bin Jassim Al Thani, visitou o Brasil, marcando o primeiro intercâmbio de alto nível entre os dois países, bem como a única visita oficial entre os dois países no século XX. Nesta visita esteve em pauta a abertura mútua das embaixadas.
O ex-emir do Qatar Hamad bin Khalifa Al-Thani se tornou o primeiro chefe de Estado a fazer uma visita oficial em janeiro de 2010. Na época, o presidente brasileiro Luiz Inácio Lula da Silva fez uma visita de retorno ao Qatar em maio de 2010. O então ministro das Relações Exteriores do Brasil, Antonio Patriota, fez uma viagem a Doha em março de 2011, onde se reuniu com o emir do Qatar, Hamad bin Khalifa, o ministro das Relações Exteriores do Qatar, Hamad bin Jassim, e funcionários da Rede Al Jazeera.
Em novembro de 2021, o presidente brasileiro Jair Bolsonaro fez uma visita oficial ao Qatar.

## Relações econômicas
Em 2006, a transportadora aérea nacional do Qatar e as companhias aéreas do Brasil concordaram em estabelecer voos frequentes entre as capitais uma da outra. Um comitê de cooperação econômica foi formado em 2010.
O volume de negócios entre os dois países cresceu muito desde o início dos anos 2000. Em 2003, o valor do comércio foi de apenas US$ 37 milhões. De 2007 a 2012, o volume do comércio bilateral aumentou 435%, de US$ 199 milhões para mais de US$ 1 bilhão. Os principais produtos exportados pelo Brasil incluem aves, carne bovina e vegetais, enquanto os principais produtos exportados pelo Qatar são combustíveis fósseis e fertilizantes. O Brasil foi classificado como o 18º fornecedor mais importante do Qatar em 2015.

## Relações culturais
Os Museus do Qatar lançaram o Ano da Cultura Qatar-Brasil em janeiro de 2014. A inauguração da iniciativa contou com a presença de representantes do governo do Qatar e embaixadores de ambos os países, que foram entretidos com música de capoeira e apresentação da banda Doha Jazz, do Qatar. Outros eventos previstos como parte da iniciativa incluem exibição de filmes brasileiros em cinemas, mostras de culinária brasileira e mostras de arte e moda.

## Migração
Há cerca de 900 cidadãos brasileiros vivendo no Qatar em 2014.

## Missões diplomáticas residentes
- O Brasil tem uma embaixada em Doha.[9]
- O Qatar tem uma embaixada em Brasília.[10]